# Trần Đà
Trần Đà (chữ Hán: 陳佗; trị vì: 707 TCN- 706 TCN hoặc 706 TCN-700 TCN), tên thật là Quy Đà (媯佗), là vị vua thứ 13 của nước Trần – chư hầu nhà Chu trong lịch sử Trung Quốc.
Quy Đà là con thứ của Trần Văn công – vua thứ 11 nước Trần và là em của Trần Hoàn công – vua thứ 12 nước Trần. Ông sinh năm 754 TCN khi vua cha Trần Văn công mới lên ngôi. Mẹ ông là người nước Sái.
Năm 707 TCN, vua anh Hoàn công mất, Quy Đà lên ngôi.
Sử sách chép khác nhau về thời gian làm vua và kết cục của ông.
Theo Sử ký, ông chính là Trần Lệ công, ở ngôi 7 năm. Trong thời gian làm vua đã giết thế tử Miễn cũ – con Trần Hoàn công, sau đó bị người nước Sái giết để lập em Miễn là Dược, tức là Trần Lợi công. Theo Sử ký, Trần Đà thọ 55 tuổi.
Theo Xuân Thu và Tả truyện, ông làm vua chỉ vài tháng, bị người nước Sái giết khi đi săn. Người nước Trần lập cháu ông là Quy Dược làm vua, đó mới là Trần Lệ công, còn Trần Đà làm vua chưa đầy năm đã bị giết, không có thụy hiệu.